# 古登堡-里克特定律

b = 1时的古登堡－里克特定律

古登堡－里克特定律（英語：Gutenberg–Richter law）是地震学中的一个定律，表示震级与某一地区大于等于该震级的地震数量之间的关系，由地震学家宾诺·古登堡与查尔斯·弗朗西斯·里克特于1956年提出。该定律的表达式为
{\displaystyle \!\,\log _{10}N=a-bM}
或
{\displaystyle \!\,N=10^{a-bM}}
其中
- {\displaystyle \!\,N} 表示震级{\displaystyle \!\,\geq M}的地震数量，
- {\displaystyle \!\,a} 与 {\displaystyle \!\,b} 为常数。